# Per Ditlev-Simonsen
Per Ditlev-Simonsen (født 12. juni 1932 i Oslo) er en norsk skibsreder og politiker og tidligere minister for Høyre. Han har i en årrække arbejdet indenfor shipping. Som politiker har han været stortingsrepræsentant fra 1981 til 1985, forsvarsminister i Regeringen Jan P. Syse fra 1989 til 1990, samt borgmester i Oslo fra 1995 til 2007. Som borgmester arbejdede han med stor politisk og faglig indsigt, respekt for sine politiske modstandere, samt en personlig stil som kombinerede naturlig værdighed med en lun og afvæbnende humor. Hans afgang var imidlertid uundgåelig da en gammel skattesag dukkede op lige før valget i 2007.

## Baggrund
Ditlev-Simonsen gik på den private folkeskole Riis gymnas, tog examen artium på realfagslinjen i 1950, og året efter studenterfaglinjen ved Oslo Handelsgymnasium. Han aftjente sin værnepligt i Hans Majestet Kongens Garde, hvor han tog befalingskursus, og studerede ved Stanford University i California, USA hvor han blev Bachelor of Arts i økonomi og historie i 1955. Han studerede også sprog i Frankrig, og arbejdede en tid indenfor søforsikring og skibsmægling ved Willies, Faber & Dumasi i London.
I sine ungdomsår spillede han bandy i sportsklubben Ready, og spillede to ungdomslandskampe mod Sverige. Han var senere klubbens formand 1962–1963. Han har også været engageret i bestyrelsen for Ski-VM 2011, hvor han har været medlem siden 2007.
Ditlev-Simonsens store lidenskab er bøger, med biografier og historiebøger som klare favoritter.

## Arbejdsliv
Per Ditlev-Simonsen var fra 1955 til 1993 partner i farens rederi Sverre Ditlev-Simonsen & Co (SDS). Han var administrerende direktør i SDS Drilling A/S fra 1974 til 1984, og dets arbejdende bestyrelsesformand fra 1984 til 1989. Administrerende direktør i Skibsaktieselskapet Eidsiva fra 1990 til 1992, samt arbejdende bestyrelsesformand også her fra 1993 til 1999. Han har også været bestyrelsesformand i Sea Goddes Cruises Ltd. 1982–1999, Labogas VIII KS 1991–1996, Labogas XVI KS 1991–1994, SDS Shipping og Offshore A/S 1991–1993, Christiania Bank og Kredittkasse 1991–1996, Norske Liv 1993–1999, og K-Fondsforsikring A/S 1997–1999 samt bestyrelsesmedlem i Christiania forsikring 1999–2001.

## Politisk karriere
Det var Oslo Høyres Rolf Stranger som bragte Ditlev-Simonsen ind i politikken. Rekrutteringen til Høyre kom på den tid mest fra ungdomsorganisationerne Unge Høyre og Den Konservative Studentforening, og Stranger var optaget af at partiet også måtte få nye medlemmer fra erhvervslivet. Ved stortingsvalget i 1973 blev Ditlev-Simonsen valgt til Stortinget som 3. suppleant fra Oslo, og senere genvalgt i 1977 som 1. suppleant. Særlig i den anden periode mødte han hyppigt, og ved stortingsvalget 1981 kom han ind som fast repræsentant, og var medlem af Stortingets finanskomité og delegationen til Den Interparlamentariske Union (IPU). I 1985 ønskede han ikke at stille til genvalg, til skuffelse for mange i partiet.
Ditlev-Simonsen kom ind i Oslo bystyre og formandskab ved kommunevalget i 1975, og blev siddende i to perioder. Han var medlem af sundhedsrådet og Sundheds- og sygehusudvalget, i en tid hvor de kommunale sygehuse i Oslo gennemgik en omfattende udbygning og modernisering. I 1982 efterfulgte han Jan P. Syse som formand i Oslo Høyre, og sad i denne position indtil 1988. Han sad også i Høyres hovedbestyrelse fra 1982 til 1991, de første år i kraft af formandsposten i Oslo Høyre.
Efter 1989 blev Regeringen Jan P. Syse mellem Høyre, Kristelig Folkeparti og Senterpartiet dannet, og fra 16. oktober 1989 var Ditlev-Simonsen forsvarsminister. Ditlev-Simonsen havde været optaget af Forsvaret siden ungdommen, og var stærk tilhænger af det transatlantiske samarbejde i sikkerhedspolitikken. Hans tid som forsvarsminister blev præget af Berlinmurens fald og Tysklands genforening. Dette krævede nytænkning om Forsvarets udvikling, og Ditlev-Simonsen tog initiativet til at oprette en forsvarskommission med Kåre Willoch som formand. Jan P. Syses regering gik af den 3. november 1990.
Ved kommunevalget i Norge i 1995 blev Ditlev-Simonsen nomineret til spidskandidat på Oslo Høyres liste. Ved bystyrets konstituering i oktober samme år blev han valgt til byens borgmester, og han sad i tre perioder frem til 2007.

### Afgang
I august 2007 afslørede Oslo-avisen Dagens Næringsliv at Ditlev-Simonsen i 1990'erne havde en bankkonto i den schweiziske bank som dengang hed Credit Suisse. Dette havde han ikke opgivet til de norske skattemyndigheder, og Ditlev-Simonsen erkendte dette samme dag. Kontoen blev ifølge ham selv afsluttet før han blev borgmester i Oslo. Han blev af Høyres leder Erna Solberg opfordret til at trække sig fra Oslo Høyres valgkamp frem mod kommunevalget 10. september 2007, fordi sagen øgede fokusset på hans private økonomi og skattefusk og ikke på partiets politik. Som følge af medieopmærksomheden annoncerede Ditlev-Simonsen sin afgang fra borgmesterposten 22. august. Ditlev-Simonsens afskedssag blev behandlet og indvilget på møde i Oslo bystyre 29. august 2007.
Per Ditlev-Simonsen er far til Cecilie Ditlev-Simonsen, tidligere informationsdirektør i Norsk Hydro, og Sverre Ditlev-Simonsen. De indrømmede begge 20. august 2007 at de også har haft hemmelige konti i Schweiz, hver på 750 000 kroner.

## Udmærkelser
Ditlev-Simonsen blev i 1997 udnævnt til storridder af Den Islandske Falkeorden.